# Yui Shop
Yui Shop ist eine erotische Mangaserie des Mangaka Toshiki Yui. Eine Neuauflage erschien in Deutschland unter dem Titel Yui Shop Reloaded.

## Veröffentlichung
Der Verlag Kodansha veröffentlichte den Manga erstmals 1999 im Magazin Young Magazine Uppers.
In Deutschland sind ab 2002 vier großformatige Bände bei Planet Manga erschienen. Die Bände hatten einen Schutzumschlag, auf denen erotische Kleidungsstücke abgebildet waren. Der eigentliche Titel zeigte die Frauen in diesen erotischen Kleidungsstücken. Der große Erfolg der in begrenzter Auflage erschienenen Mangas führte 2004 zu einer preiswerteren Neuauflage unter dem Namen „Yui Shop Reloaded“ ohne Hochglanzdrucke.

## Inhalt
In Yui Shop werden junge, leicht bekleidete Frauen in Alltagssituationen dargestellt. Die Zeichnungen werden nur selten mit Texten kommentiert. Männer werden ausschließlich mit leerem Gesicht dargestellt. Die Geschichten haben mit jeweils vier Seiten Länge keine besondere Tiefe, der Schwerpunkt liegt auf den erotischen Darstellungen.